# روبين موريلو
روبين موريلو (بالإسبانية: Rubén Darío Murillo) هو دراج كولومبي، ولد في 29 يناير 1990.

## وصلات خارجية
- روبين موريلو على موقع أرشيف الدراجات (الإنجليزية)